# ジギスムント・フォン・ハプスブルク＝ロートリンゲン
ジギスムント・フォン・ハプスブルク＝ロートリンゲン（ドイツ語: Sigismund von Habsburg-Lothringen, 1966年4月21日 - ）は、トスカーナ大公国の大公位請求者。

## 経歴
トスカーナ大公家家長レオポルト・フランツとその最初の妻レティシア・フォン・アーレンベルクの間の長男として、スイスのローザンヌで生まれた。母レティシアはフランス貴族のベルズンス侯爵アンリ・ド・ベルズンスの娘であるが、ドイツ＝ベルギー貴族アーレンベルク公爵家の当主エーリク（1901年 - 1992年）の養女となった。両親は1981年に離婚し、ジギスムントは母とともにウルグアイで暮らした。長じて計算機科学を学び、現在は銀行に勤務している。
1993年に父レオポルト・フランツが再婚問題をめぐって総長を務める聖ステファノ騎士団と対立し、トスカーナ大公家家長の座を放棄することを余儀なくされると、ジギスムントが跡を継いだ。現在、トスカーナ大公家家長が代々総長を務める聖ジュゼッペ騎士団と聖ステファノ騎士団の2つの騎士団の総長であり、またゴータ年鑑の後援者にも名を連ねている。
ジギスムントは1999年にイギリスの第7代準男爵アーチボルト・ブルース・エドモンストンの娘エリッサ（1973年 - ）と結婚した。エドモンストン家はイギリス王エドワード7世の寵姫アリス・ケッペルを出した一族であり、エリッサはアリス・ケッペルの直系子孫であるチャールズ3世妃カミラとは三従姉妹の関係にある。
エリッサとは2013年に離婚し、2016年に婚姻無効となった。

## 子女
エリッサとの間に2男1女を儲けている。
- レオポルト・アメデオ（スペイン語版）（2001年 - ）
- タティアナ（2003年 - ）
- マクシミリアン（2004年 - ）